# Pseudonchulus inermis
Pseudonchulus inermis är en rundmaskart som beskrevs av Edmond Altherr 1972. Pseudonchulus inermis ingår i släktet Pseudonchulus och familjen Prismatolaimidae. Inga underarter finns listade i Catalogue of Life.